# 里勒河畔圣伊莱尔
里勒河畔圣伊莱尔（法語：Saint-Hilaire-sur-Risle，法語發音：[sɛ̃.t‿ilɛʁ syʁ ʁil] ⓘ）是法国奥恩省的一个市镇，属于莫尔塔涅欧佩什区。

## 地理
里勒河畔圣伊莱尔（48°43'55"N, 0°29'41"E）面积6.61 平方千米，位于法国诺曼底大区奧恩省，该省份为法国西北部内陆省份，北起顺时针与卡爾瓦多斯省、厄尔省、厄尔-卢瓦省、萨尔特省、马耶讷省和芒什省接壤。
与里勒河畔圣伊莱尔接壤的市镇（或旧市镇、城区）包括：奥布、博费、勒梅尼勒贝拉尔、圣戈比日-圣科隆布、圣皮埃尔德洛日。

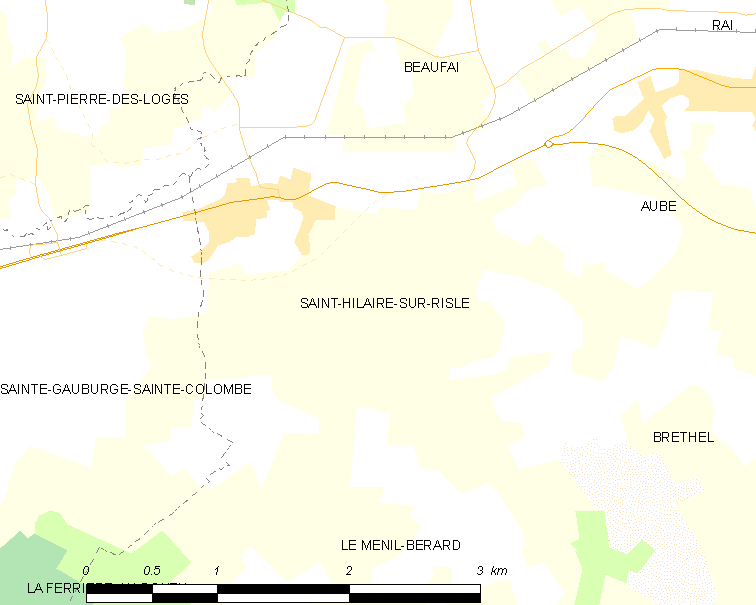
里勒河畔圣伊莱尔的OSM定位图

里勒河畔圣伊莱尔的时区为UTC+01:00、UTC+02:00（夏令时）。

## 行政
里勒河畔圣伊莱尔的邮政编码为61270，INSEE市镇编码为61406。

## 政治
里勒河畔圣伊莱尔所属的省级选区为图鲁夫尔欧佩什县。

## 人口

1962-2008年间里勒河畔圣伊莱尔人口变化图示

里勒河畔圣伊莱尔于2022年1月1日时的人口数量为291人。